# Thorns of the Carrion
Thorns of the Carrion war eine 1992 als Carrion Lord gegründete und 2003 aufgelöste Death-Doom-, Funeral-Doom- und Gothic-Metal-Band.

## Geschichte
Allen Lee Scott II, Matt Chapman und Jason Pate initiierten Carrion Lord 1992 als Death-Metal-Band, benannten sich jedoch bereits nach Herausgabe eines Demos im folgenden Jahr um und orientierten sich zunehmend an Gothic Metal und Death Doom. Die Band spielte über die Dauer ihrer Aktivität eine Fülle an Demos, Singles und EPs ein, die vornehmlich im Selbstverlag erschienen. Studioalben veröffentlichte die, sich im steten Wandel um das Kernduo Allen Lee Scott II und Matt Chapman befindende, Band zwei. The Gardens of Dead Winter, das über Wild Rags Records 1994 veröffentlicht wurde und The Scarlet Tapestry, das 1997 im Selbstverlag erschien. Das Debüt The Gardens of Dead Winter erschien in einer Zeit, in der die internationale Doom-Szene nur wenig Aufmerksamkeit erfuhr, gilt dabei trotz geringer internationaler Resonanz als Meilenstein der Entwicklung im Gothic Metal und Erfinder eines als Gothic Doom titulierten Subgenres. Das 1997 veröffentlichte zweite Album wird derweil als weitere Ausgestaltung der Idee. Zugleich wird dem Debüt eine Katalysatorfunktion für den Funeral Doom zugesprochen. Nach der Auflösung von Thorns of the Carrion gab es einen Versuch der Reunion um verbleibendes Material zu einem Studioalbum auszuarbeiten. Diese Idee scheiterte 2005 Ergebnislos. Eine Kompilation die vornehmlich veröffentlichtes Material zusammenstellte und um Informationen zur Geschichte ergänzte erschien im Jahr 2014 über Endless Desperation Productions. Die Kompilation wurde als Bedeutsames Zeitzeugnis der Doom-Metal-Historie gerühmt. Indes initiierten die Musiker mit Gruppen wie Beneath Oblivion und Opium Doom Cult Folgeprojekte.

## Stil
Die Musik von Thorns of the Carrion wird dem Death Doom, Gothic Metal und zum Teil dem Funeral Doom zugerechnet. Ihre Musik gilt als frühe Stilhybride in einem Spektrum zwischen Death und Doom Metal mit Analogien zu Gruppen wie My Dying Bride, Winter, The 3rd and the Mortal und Disembowelment. Das Debüt wird mitunter als roh-aggressiver Death Doom mit einer musikalischen Nähe zu frühen My Dying Bride und Thergothon gewertet, aber zugleich bereits als melancholisch und gequält beurteilt. Spätere Veröffentlichungen griffen auf Elemente des aufkommenden Gothic Metal zurück und nutzten eine mittelalterliche Atmosphäre. Flöte, Orgel, Klavier, Geige und klarer Männergesang wurden zunehmend einbezogen und die Musik wurde mit jener von Morgion, Ashes You Leave und Desire verglichen.

## Diskografie
| Demos - 1992: The Ancient Lie: Rehearsal Demo 1993 (Selbstverlag) - 1994: The Gardens of Dead Winter (Apocalypse House) - 1995: Darkness in the Elegy Season (Selbstverlag) - 2001: Promo 2001 (Selbstverlag) - 2002: Promo 2002 (Selbstverlag) - 2003: Promo 2003 (Selbstverlag) | Studioalben - 1994: The Gardens of Dead Winter (Wild Rags Records) - 1997: The Scarlet Tapestry (Selbstverlag) Singles und EPs - 1995: The Willow Weeps for Me (EP, Apocalypse House) - 2000: Naomi’s Waters / Bleak Thorn Laurels (Single, Selbstverlag) - 2000: Eve Songs (EP, Selbstverlag) - 2001: The Story of the Leaves (EP, Selbstverlag) | Split-Veröffentlichungen - 1993: Seventh Key Creations Compilation: Volume One (Split-Album mit Crypt, Equitant, The Soil Bleeds Black, Seventh Key Creations) Live-Aufnahmen - 2002: Live at Sudsy Malone’s (Selbstverlag) Kompilationen - 2014: Tragedy in Remembrance (Endless Desperation Productions) |